# کمان کوپید

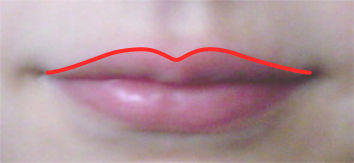
کمان کوپید

کمان کوپید (انگلیسی: Cupid's bow) به قوس دوبخشی لب بالایی انسان گفته می‌شود که شبیه کمان کوپید، خدای عشق شهوانی، دانسته شده است. قله‌های قوس مقارنِ خطوط عمودی بوسه‌گاه هستند. اصطلاح «کمان کوپید» به‌ویژه در ادبیات انگلیسی رایج است و معمولاً به گفتار و دهان دلالت دارد.